# HD 26591
HD 26591，又名BD-20 801，SAO 169206、HR 1300，是一颗恒星，视星等为5.79，位于銀經215.72，銀緯-43.99，其B1900.0坐标为赤經4h 7m 12.7s，赤緯-20° -43.99′ 58″。